# Montreux Jazz Festival 1972
Das Montreux Jazz Festival 1972 war die sechste Ausgabe des Montreux Jazz Festival. Als Mitschnitte der Auftritte wurden zahlreiche Live-Alben veröffentlicht.

## Geschichtliches

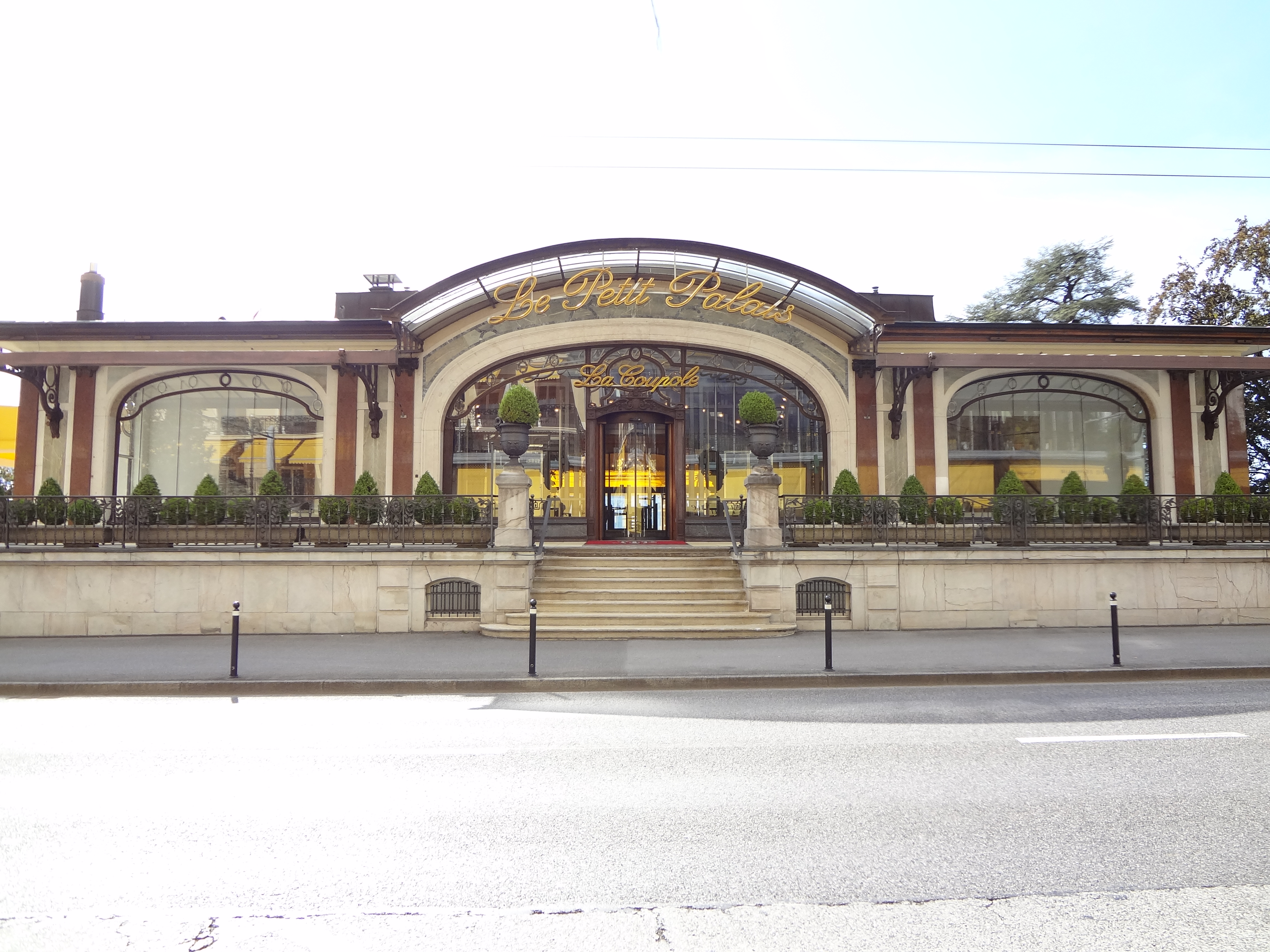
Die Aushilfs-Spielstätte Montreux Pavillon (heute «Petit Palais»)

Die Hauptkonzerte fanden zwischen dem 16. und dem 25. Juni statt. Es war das erste Festival, das nicht mehr im alten Kursaal von Montreux abgehalten werden konnte, da dieser am 4. Dezember 1971 während eines Konzerts von Frank Zappa abbrannte. Stattdessen wurde der aus dem Jahr 1906 stammende Montreux Pavillon genutzt, das 1972 auch für Rockkonzerte jenseits des Festivals verwendet wurde.
Noch einmal unterstützte die Europäische Rundfunkunion das Festival und schickte Bands aus den teilnehmenden Ländern. Am 16., 17. und 18. Juni fanden Blues- und R&B-Konzerte mit etablierten Interpreten aus den USA statt. Diese Konzerte wurden auch als Montreux Blues Festival beworben.
Wiederum nutzten Platten-Labels wie Atlantic Records und Pierre Cardin (ein kurzlebiges, zwischen 1971 und 1974 bestehendes Label des Modemachers) das Festival als Plattform und präsentierten amerikanische und europäische Musiker, die bei ihnen unter Vertrag standen, z. T. bei speziellen Label-Nächten . Die Aufzeichnung übernahm das Schweizer Fernsehen; als Toningenieur arbeitete wie schon im Vorjahr Stefan Sulke.

## Gruppen (alphabetisch)
- Bernard Lubat, Eddie Louiss, Claude Engel (mit Marc Bertaux)
- Bessie Griffin (mit Arlene Mills, Dolores Copes, George Edmunds, Johnny Thompson, Louis Myers, Lafayette Leake, Dave Myers, Freddy Below)
- Bo Diddley and Cookie Vee with The Aces (mit Louis Myers, Lafayette Leake, Dave Myers, Freddy Below)
- Brötzmann / Van Hove / Bennink Group
- Chuck Berry and The Aces with T-Bone Walker and Willie Dixon (mit Louis Myers, David Myers, Freddy Below)
- Chuck Mangione Quartet (mit Gerard Niewood, Anthony Levin, Stephen Gadd)
- Cohelmec Ensemble (mit Joseph Dejean, Jean Cohen, Evan Chandlee, Jean-François Canape, François Mechali, Jean-Louis Méchali)
- Danny Moss Quartet with Jeanie Lambe (mit Brian Lemon, Ken Baldock, Martin Drew)
- Doctor Ross
- Don Burrows Quartet (mit George Colla, Ed Gaston, Alan Turnbull)
- Herbie Mann Sextet (mit David „Fathead“ Newmann, Sonny Sharrock, Pat Rebillot, Andy Muson, Reggie Ferguson)
- Jan Dobrowolski Duo (mit Jan Fryderyk Dobrowolski, Jacek Bednarek)
- Jean-Luc Ponty Experience (mit Joachim Kühn, Jean-François Jenny-Clark, Oliver Johnson, Naná Vasconcelos)
- Jimmy „Fastfingers“ Dawkins (mit Moses Smith, Otis Hicks)
- Johnny Thompson Singers
- Klaus Doldinger’s Passport (mit John Mealing, Wolfgang Schmid, Bryan Spring)
- Krog - Andersen Duo (mit Karin Krog, Arild Andersen)
- Léon Francioli Group (mit Eje Thelin, Jouck Minor, Pierre Favre)
- Les McCann Quartet (mit James Rowser, Donald Dean, William „Buck“ Clarke)
- Lightnin’ Slim (mit Whispering Smith)
- Masahiko Sato Trio (mit Takashi Midorikawa, Tamotsu Tanaka)
- Mr. Sextet mit (Rudolf Tomsits, Mihály Ráduly, György Vukán, Béla Lakatos, Balázs Berkes, Vilmos Jávori)
- Muddy Waters (mit Louis Myers, Lafayette Leake, David Myers, Freddy Below)
- Phil Woods & His European Rhythm Machine (mit Gordon Beck, Ron Mathewson, Daniel Humair)
- Rahsaan Roland Kirk and Vibration Society (mit Ron Burton, Henry Pearson, Joe Texidor, Robert Shy)
- Ray Bryant
- Richie Havens and Odetta
- Sonny Murray Spiritual Ensemble (mit Steve Potts, Joseph Dejean, Beb Guerin, Bob Reid)
- Stan Getz Quartet (mit Chick Corea, Stanley Clarke, Tony Williams)
- T-Bone Walker Blues Band (mit Paul Pena, Hartley Severns, Johnny Summers, Vinton Johnson)
- The Aces (Louis Myers, David Myers, Freddy Below)
- The Korni Group and The Two Good Ones (mit Milivoje Marković, Kornelijo Kovač, Bojan Hreljac, Zlatko Pejaković, Josip Boček, Petar Ugrin, Vladimir Furduj)
- The Samuel Dent Memorial Jazz Band USA

## Diskographie
- Ray Bryant Alone at Montreux (Atlantic 1972)
- Léon Francioli with Pierre Favre, Eje Thelin, Jouk Minor: Live in Montreux (Evascion 1972)
- Stan Getz Quartet At Montreux (Polydor 1977, mit Chick Corea, Stanley Clarke, Tony Williams)
- Rahsaan Roland Kirk Live at Montreux Jazz Festival 1972 (I, Eye, Aye) (Rhino 1996)
- Lubat, Louiss, Engel Group: Live at Montreux 72 (Pierre Cardin 1972)
- Herbie Mann: Hold On, I’m Comin’ (Atlantic 1975; weitere Titel vom New York Jazz Festival 1972)
- Les McCann Live at Montreux (Atlantic 1973)
- Sunny Murray Spiritual Ensemble: Live at the Montreux Jazz Festival 1971 [sic!] (Raubpressung, mit Arthur Jones, Joseph Dejean, Beb Guerin, Bob Reid)
- Pierre Cardin Présente Jean-Luc Ponty "Experience" Live at Montreux 72 (Pierre Cardin 1972)
- T-Bone Walker Blues Band Live from Montreux (Verve 1972; auch als Fly Walker Airlines bei Polydor in Nordamerika)
- Muddy Waters The Montreux Years (BMG/Montreux Sounds 2021; enthält auch Aufnahmen aus 1974 und 1977)
- Phil Woods Live at Montreux 72 (Pierre Cardin 1972, später Verve)
- The Don Burrows Quartet: Live! At Montreux (Cherry Pie 1972)
- The Verona High School Jazz Ensemble: Montreux Jazz Festival 1972 (1972)
- V. A. Blues Avalanche (Recorded Live at the Montreux Jazz Festival, Switzerland) (Chess/Bellaphon 1972, enthält Aufnahmen von Bo Diddley, Muddy Waters/T-Bone Walker, The Aces, aber auch von der im Programm nicht gelisteten Koko Taylor mit Muddy Waters)
- V. A. Montreux Blues Festival (Excello 1972, enthält Aufnahmen von Doctor Ross, Jimmy Dawkins, Lightin' Slim & Whispering Smith sowie Bessie Griffin mit den Johnny Thompson Singers; auch unter dem Titel Blues Night – Live from Montreux bei Verve)

## Plakat
Ds Plakat wurde von Hamish Grimes gestaltet, ein britischer Grafiker und Typograf, der mit dem Musikproduzenten Giorgio Gomelsky arbeitete und eng verbunden mit der Band The Yardbirds war (er gestaltete deren Logo, Plakate und Schalplatten-Covers und sprach unter anderem das Intro auf ihrer Schallplatte Five Live Yardbirds). Grimes gestaltete auch das Plakat für das Folgejahr.

« L’affiche typographique de Hamish Grimes ‹laisse entrer le soleil›, comme symbole d’amour et de paix, alors que la guerre du Vietnam fait encore rage. »

«Das typografische Plakat von Hamish Gimes ‹lässt die Sonne eintreten› – wie ein Symbol für Liebe und Frieden, auch wenn in Vietnam weiterhin der Krieg wütet.»

Das farbenfrohe Plakat war in den leuchtenden Farben orange, gelb, rot und violett vor einem dunklen Hintergrund gehalten. Mit dem runden Abschluss oben erinnert es ein wenig an ein sakrales Buntglasfenster, einen Kalender oder an eine Jukebox. Im Halbkreis oben ist der Schriftzug «Montreux Jazz» eingebunden. Dieses Element, das erste Logo des Festivals, findet sich auf dem Plakat des Folgejahrs wieder – der heutige Name und das aktuelle Logo waren noch nicht in Verwendung. Darunter findet sich der Name des Anlasses, wobei das letzte Wort besonders gross erscheint: «Festival international de Jazz». Wie die Anlehnung an die Glasmalerei erinnert auch die Schrift stark an  Art nouveau. Gleich oberhalb der Mitte ist eine grosse gelbe Sonne dargestellt. Darunter sind die Daten der thematischen Blöcke «Blues», «Jazz from Europe», «Jazz from USA» und amerikanische «High School Jazz Bands» aufgeführt.